# 本町駅 (岐阜県)
本町駅（ほんまちえき）は、岐阜県岐阜市本町にあった、名古屋鉄道岐阜市内線（長良線）の停留場である。
ここでは、1946年に当停留場に統合された矢島町駅（やじまちょうえき）についても併せて述べる。

## 歴史
岐阜市内線は前身である美濃電気軌道の路線として1911年2月に駅前駅（後の新岐阜駅前駅）から今小町駅（後に統合され大学病院前駅）まで開通、同年10月にはさらに路線を今小町駅から延伸させた。その第2期開通区間の終着駅として開業したのが当停留場である。本町までの路線開通を祝して、現在の本町一丁目付近には祝賀用のアーチが設営された。開業の翌年、1912年には当停留場からさらに長良川の南岸へ路線が伸び、長良橋駅までの区間が開業した。当停留場ははじめ岐阜駅前起点3.0 km地点に置かれ、当停留場と伊奈波通駅の間、岐阜市矢島町付近には矢島町駅が置かれていた。当停留場はこの矢島町駅を1946年に統合し、さらに岐阜駅前起点2.8 km地点に移転している。
戦後になると当停留場を含む岐阜市内線の徹明町 - 長良北町間はモータリゼーションの影響を受け衰退、ぎふ中部未来博の開催を控えた1988年に市内交通の妨げにもなることから廃止され、それとともに当停留場は廃駅となった。
- 1911年（明治44年）10月7日 - 美濃電気軌道市内線の今小町 - 当停留場間の開通と同時に開業[6]。
- 1912年（大正元年）8月28日 - 市内線が当停留場から長良橋駅まで延伸[6]。
- 1948年（昭和23年） - 矢島町駅と統合する[6]。
- 1988年（昭和63年）6月1日 - 岐阜市内線の徹明町 - 長良北町間の廃止に伴い廃駅となる[6]。

## 停留場構造
併用軌道上に相対式2面2線の乗り場が設けられていた。駅舎はない。

### 配線図
| ← 長良北町方面 | 本町駅 構内配線略図 | → 徹明町方面 |
| 凡例 出典:     |                     |              |

## その他
- 岐阜市内線は当停留場を含む伊奈波通 - 長良橋間に、4箇所のクランク状の急カーブ（半径40 - 60 m）があり、大型車の導入のネックになっていた。1967年（昭和42年）にモ550形が運用されるまでは、木造の単車が長く使用された。

## 隣の停留場
名古屋鉄道
岐阜市内線
伊奈波通駅 - 本町駅 - 材木町駅